# Amphoe Wiang Chiang Rung

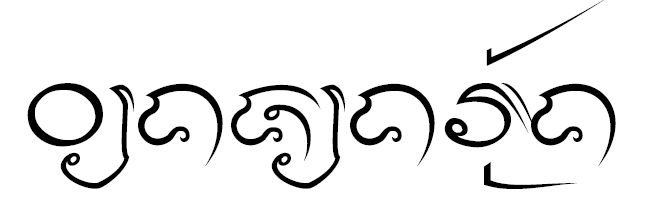
Wiang Chiang Rung in Lan-Na-Schrift

Amphoe Wiang Chiang Rung (in Thai: อำเภอ เวียงเชียงรุ้ง, Aussprache: ʔāmpʰɤ̄ː wīaŋ tɕʰīaŋ rúŋ) ist ein Landkreis (Amphoe – Verwaltungs-Distrikt) der Provinz Chiang Rai. Die Provinz Chiang Rai liegt im äußersten Norden der Nordregion von Thailand.

## Geographie
Benachbarte Landkreise (von Westen im Uhrzeigersinn): die Amphoe Mueang Chiang Rai, Doi Luang, Chiang Khong, Phaya Mengrai und Wiang Chai der Provinz Chiang Rai.

## Geschichte
Der Kreis wurde am 1. April 1995 zunächst als „Zweigkreis“ (King Amphoe) unter dem Namen Chiang Rung gegründet, bestehend aus Tambon, die von dem Kreis Wiang Chai abgespalten wurden. Am 1. März 1996 wurde dieser Unterbezirk in Wiang Chiang Rung umbenannt.
Am 15. Mai 2007 hatte die thailändische Regierung beschlossen, alle 81 King Amphoe in den einfachen Amphoe-Status zu erheben, um die Verwaltung zu vereinheitlichen.
Mit der Veröffentlichung in der Royal Gazette „Issue 124 chapter 46“ vom 24. August 2007 trat dieser Beschluss offiziell in Kraft.

## Verwaltung

### Provinzverwaltung
Der Landkreis Wiang Chiang Rung ist in drei Tambon („Unterbezirke“ oder „Gemeinden“) eingeteilt, die sich weiter in 43 Muban („Dörfer“) unterteilen.
| Nr. | Name          | Thai    | Muban | Einw.  |
| --- | ------------- | ------- | ----- | ------ |
| 01. | Thung Ko      | ทุ่งก่อ    | 15    | 10.502 |
| 02. | Dong Maha Wan | ดงมหาวัน | 12    | 07.059 |
| 03. | Pa Sang       | ป่าซาง   | 16    | 09.916 |

### Lokalverwaltung
Es gibt eine Kommune mit „Kleinstadt“-Status (Thesaban Tambon) im Landkreis:
- Ban Lao (Thai: เทศบาลตำบลบ้านเหล่า) bestehend aus den Teilen der Tambon Thung Ko, Dong Maha Wan.

Außerdem gibt es drei „Tambon-Verwaltungsorganisationen“ (องค์การบริหารส่วนตำบล – Tambon Administrative Organizations, TAO)
- Thung Ko (Thai: องค์การบริหารส่วนตำบลทุ่งก่อ) bestehend aus Teilen des Tambon Thung Ko.
- Dong Maha Wan (Thai: องค์การบริหารส่วนตำบลดงมหาวัน) bestehend aus Teilen des Tambon Dong Maha Wan.
- Pa Sang (Thai: องค์การบริหารส่วนตำบลป่าซาง) bestehend aus dem kompletten Tambon Pa Sang.